# Héctor Zelada
Héctor Zelada (* 30. April 1958 in Maciel, Provinz Santa Fe), auch bekannt unter dem Spitznamen El Cabezón, ist ein ehemaliger argentinischer Fußballtorwart, der zum Kader der Weltmeistermannschaft von 1986 gehörte.

## Leben
Héctor Miguel Zelada begann seine Profikarriere 1976 bei seinem Heimatverein Rosario Central und wechselte 1978 zum mexikanischen Erstligisten Club América, bei dem er fast ein Jahrzehnt unter Vertrag stand und mit dem er in den 1980er Jahren dreimal in Folge die mexikanische Meisterschaft gewann.
Durch einen im Finalrückspiel der Saison 1983/84 gehaltenen Elfmeter gegen den großen Erzrivalen Chivas Guadalajara hatte Zelada maßgeblichen Anteil am ersten Titelgewinn der Americanistas nach acht Jahren, dem in den beiden folgenden Spielzeiten (1984/85 und Prode 85) die nächsten Titel folgten.
Zelada, der von vielen Fans des Club América als der beste Torhüter in dessen Vereinsgeschichte gesehen wird, bestritt sein erstes Spiel für América am 4. März 1979 in einem Superclásico gegen Chivas Guadalajara, der im Estadio Jalisco ausgetragen wurde und torlos endete. Sein letztes Spiel für América bestritt er am 8. Mai 1987 beim 1:1 gegen den Club León im Aztekenstadion von Mexiko-Stadt.
Das Aztekenstadion war als Heimspielstätte des Club América nicht nur acht Jahre lang sein Betätigungsfeld, sondern auch der Ort seines größten Triumphes, wenngleich er an diesem nur passiv beteiligt war. Denn in „seinem“ Stadion gehörte der dritte Torwart der argentinischen Fußballnationalmannschaft zu jener Auswahl, die die Fußball-Weltmeisterschaft 1986 durch einen 3:2-Finalsieg gegen Deutschland gewann.

## Erfolge
- Fußball-Weltmeister: 1986
- Mexikanischer Meister: 1983/84, 1984/85, Prode 85